# NFE2
NFE2‏ (Nuclear factor, erythroid 2) هوَ بروتين يُشَفر بواسطة جين NFE2 في الإنسان.